# Cầu Bình Phước
Cầu Bình Phước là một trong những cây cầu bắc qua sông Sài Gòn. Cầu nằm trên Quốc lộ 1, giáp ranh giữa Quận 12 và thành phố Thủ Đức.
Cầu có chiều dài 483 m, rộng 7 m gồm 13 nhịp, nhịp chính gồm 3 nhịp với kinh phí đầu tư 104 tỷ đồng. Công ty xây dựng công trình giao thông 61 tiếp tục trải bê-tông nhựa để kịp thông xe kỹ thuật vào ngày 26 tháng 4 năm 2003. Cầu Bình Phước thuộc Dự án đường xuyên Á, thiết kế cho 4 làn xe ô tô và 2 làn xe thô sơ, tải trọng 30 tấn. Hiện nay đã có cầu Bình Phước 2 nằm song song với cầu Bình Phước cũ, tải trọng từ 25 - 30 tấn.

### Mở rộng 12 làn xe
Ngày 7/7/2015, TPHCM cũng phải cấm xe máy lưu thông qua cầu Bình Phước 1 để xây dựng quy mô 12 làn xe. Ngày 4/6/2016, chính thức thông xe cầu Bình Phước 1 mới với 6 làn xe. Ngày 10/6/2016, chính thức ngừng lưu thông qua cầu Bình Phước 2 để sửa chữa. Ngày 22/12/2017, thông xe toàn tuyến chính thức với 12 làn xe